# 대통령궁 (바르샤바)

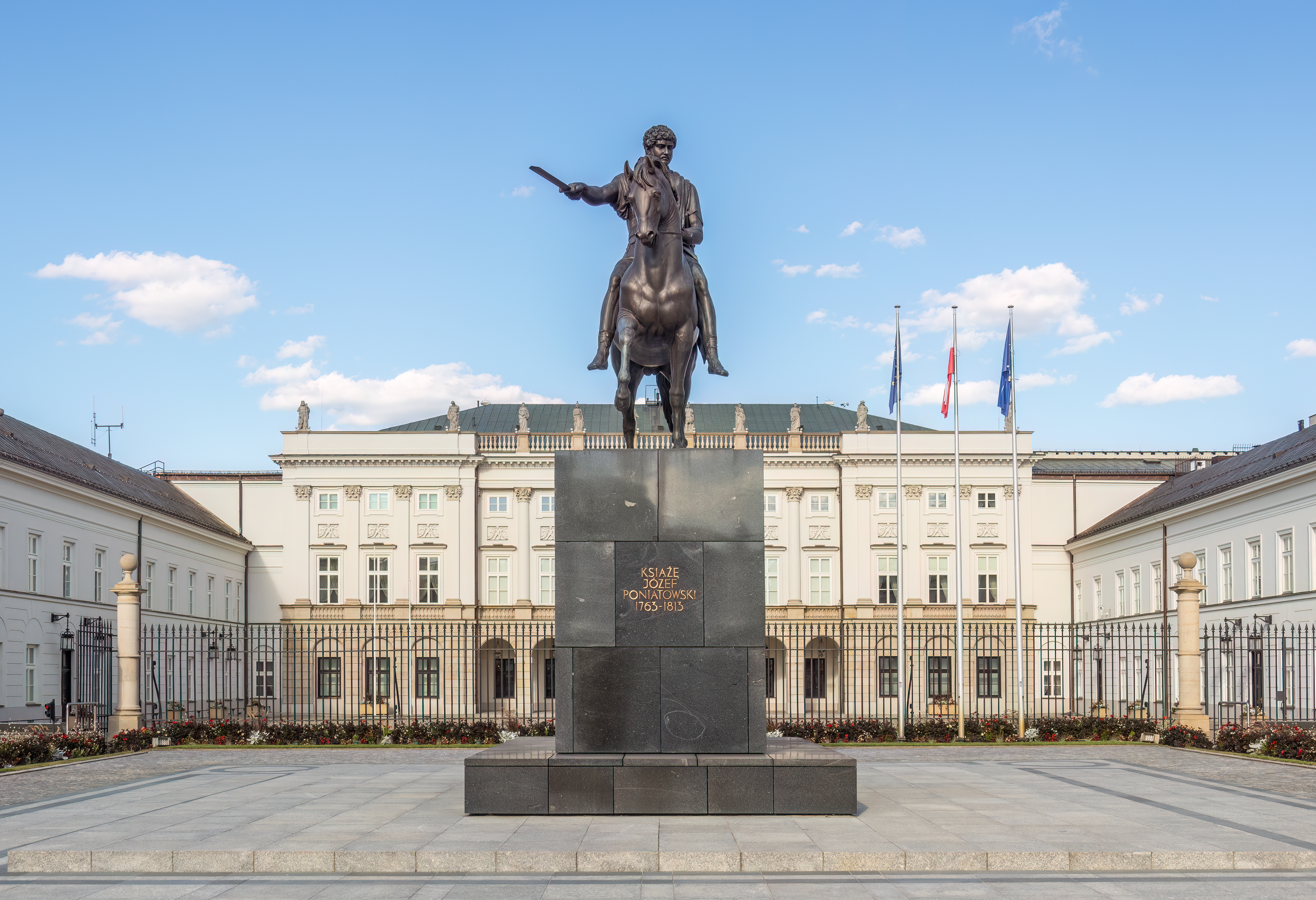
대통령궁과 정면의 유제프 안토니 포니아토프스키 동상

대통령궁(폴란드어: Pałac Prezydencki)은 폴란드 바르샤바에 있는 벨베데르와 함께 폴란드 국가 원수와 대통령 관저다. 원래 1643년에 귀족 저택으로 지어졌지만, 저명한 건축가에 의해 존재 기간 동안 여러번 재건되고 리모델링되었다. 현재의 신고전주의 궁전은 1818년에 완공되었다.
이 궁전은 역사를 통틀어 폴란드, 유럽, 세계 역사에서 중요한 역사적 사건의 장소였다. 1791년에 이 시설은 최초의 현대 유럽 헌법인 1791년 5월 3일 헌법의 지지자들을 초대했다. 1818년에 이 궁전은 폴란드 입헌왕국의 관저가 되면서 정부 건물로서의 시작되었다.
제1차 세계 대전 이후 폴란드가 부활한 후, 1918년에 이 건물은 새로 재건된 폴란드 정부에 인수되어 각료회의의 소재지가 되었다. 제2차 세계 대전 동안에는 이 건물이 폴란드의 독일 점령군을 위한 도이치스 하우스(Deutsches Haus)로 사용되었고 1944년 바르샤바 봉기에서도 그대로 살아남았다. 전쟁 후 폴란드 각료회의의 소재지로서의 기능을 다시 수행했다. 1955년 5월 14일, 소련과 동구권 국가 간에 바르샤바 조약 기구가 대통령궁 내에서 체결되었다. 1994년 7월부터 이 궁전은 폴란드 공화국 대통령의 관저가 되었다.